# Трессолди Нетто, Руан
Руан Трессолди Нетто (порт.-браз. Ruan Tressoldi Netto); более известный, как Руан (порт.-браз. Ruan; род. 7 июня 1999, Трамандаи, Риу-Гранди-ду-Сул) — бразильский футболист, защитник клуба «Сан-Паулу».

## Клубная карьера
Руан — воспитанник клуба «Нову-Амбургу». В 2017 году игрок был включён в заявку команды на сезон. В том же году Руан на правах аренды перешёл в «Гремио». 3 декабря в матче против «Атлетико Минейро» он дебютировал в бразильской Серии A. По окончании аренды клуб выкупил трансфер игрока. В составе команды он выиграл Рекопу Южной Америки и дважды стал чемпионом штата Гаушу. Летом 2021 года Руан перешёл в итальянский «Сассуоло». Сумма трансфера составила 5 млн евро. 9 января 2022 года в матче против «Эмполи» он дебютировал в итальянской Серии A.
В 2024 году Руан на правах аренды вернулся на родину, присоединившись к «Сан-Паулу». 15 сентября в матче против «Крузейро» он дебютировал за новую команду.

## Достижения
Клубные
 «Гремио»
- Победитель Рекопа Южной Америки — 2018
- Победитель Лиги Гаушу — 2018, 2021